# Filippo Camassei
Filippo Camassei (né le 14 septembre 1848 à Rome, la capitale de l'Italie, et mort le 18 janvier 1921 à Rome) est un cardinal italien du début du XXe siècle. 

## Biographie
Filippo Camassei étudie à Rome. Après son ordination il fait du travail pastoral dans le diocèse de Rome et il est notamment recteur du séminaire pontifical Pie et de l'Athénée pontifical de Propaganda Fide.
Il est élu archevêque titulaire de Naxos en 1904. En 1906 il est nommé patriarche latin de Jérusalem. Camassei est expulsé par les Turcs à Nazareth en 1917-1918.
Le pape Benoît XV le crée cardinal lors du consistoire du 15 décembre 1919. Il meurt le 18 janvier 1921 à l'âge de 72 ans.